# Черчвил (Њујорк)
Черчвил (енгл. Churchville) град је у америчкој савезној држави Њујорк.

## Демографија
По попису из 2010. године број становника је 1.961, што је 74 (3,9%) становника више него 2000. године.
| Група             | 2000.         | 2010.         |
| Белци             | 1.811 (96,0%) | 1.851 (94,4%) |
| Афроамериканци    | 14 (0,7%)     | 25 (1,3%)     |
| Азијати           | 17 (0,9%)     | 21 (1,1%)     |
| Хиспаноамериканци | 8 (0,4%)      | 34 (1,7%)     |
| Укупно            | 1.887         | 1.961         |